# Blauwe kaaszwam
De blauwe kaaszwam (Cyanosporus caesius) is een schimmel uit de familie Polyporaceae. De soort komt vooral voor op stobben van naaldbomen en is eenjarig. 

## Kenmerken

### Uiterlijke kenmerken
Het vruchtlichaam is consolevormig en vormt geen steel. Hij wordt 2-6 cm groot en heeft een viltig, ruig bovenoppervlak. Het is witachtig grijs van kleur en heeft blauwe gebieden die het oppervlak gedeeltelijk of volledig kunnen bedekken. Gekneusde plekken verkleuren blauwig. Aan de onderkant zitten kleine wit-blauwachtige poriën. Ze zijn eerst onregelmatig rond en uiteindelijk labyrintisch opengescheurd. De rand van de hoed is relatief scherp. Het vlees is zacht vezelig en sappig-waterig. Het is wit van kleur, maar vaak blauwachtig gestreept. 
De sporenprint is grijsblauw.

### Microscopische kenmerken
De sporen zijn kleurloos, glad en bevatten vaak twee kleine druppels olie, cilindrisch en licht gebogen en meten 4–5,5 × 1,5–2 µm.

## Verspreiding
De blauwe kaaszwam wordt gevonden in het holarctisch gebied in Noord-Amerika (Canada, VS, Mexico), Europa (inclusief Madeira, Azoren), Noord-Afrika (Marokko) en Azië (Klein-Azië, Kaukasus, Siberië, China, Korea, Japan) als maar ook in Midden- en Zuid-Amerika (Jamaica, Argentinië), Centraal-Afrika (Kenia, Tanzania) en Nieuw-Zeeland. In Europa is het bekend uit bijna alle landen, maar blijkbaar ontbreekt het in IJsland en Griekenland. Het gebied strekt zich uit van de Middellandse Zee tot de Hebriden en in Noorwegen tot de 70e breedtegraad. In het oosten strekken de afzettingen zich uit tot de Oeral en de Kaukasus. 
In Nederland en België komt de zwam zeer algemeen voor.

## Foto's

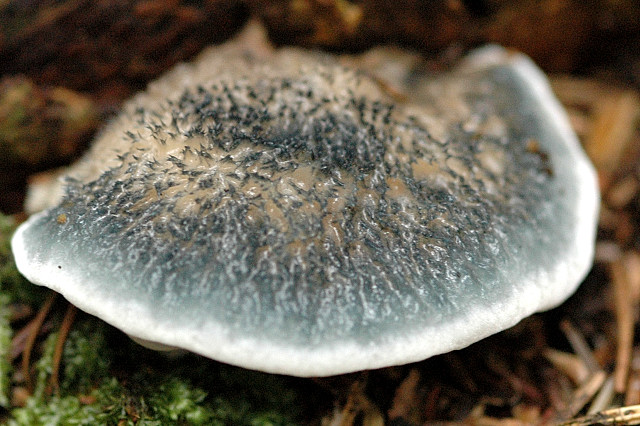
Bovenzijde
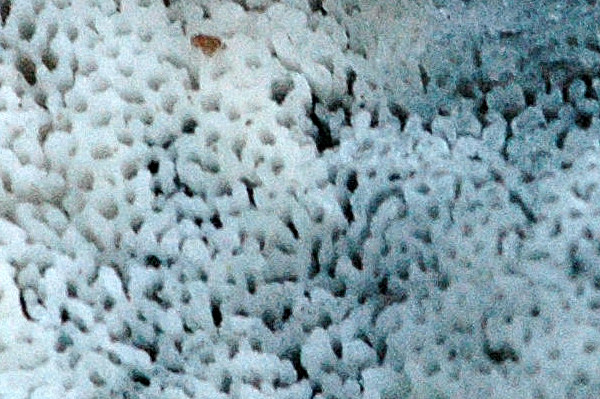
Porien
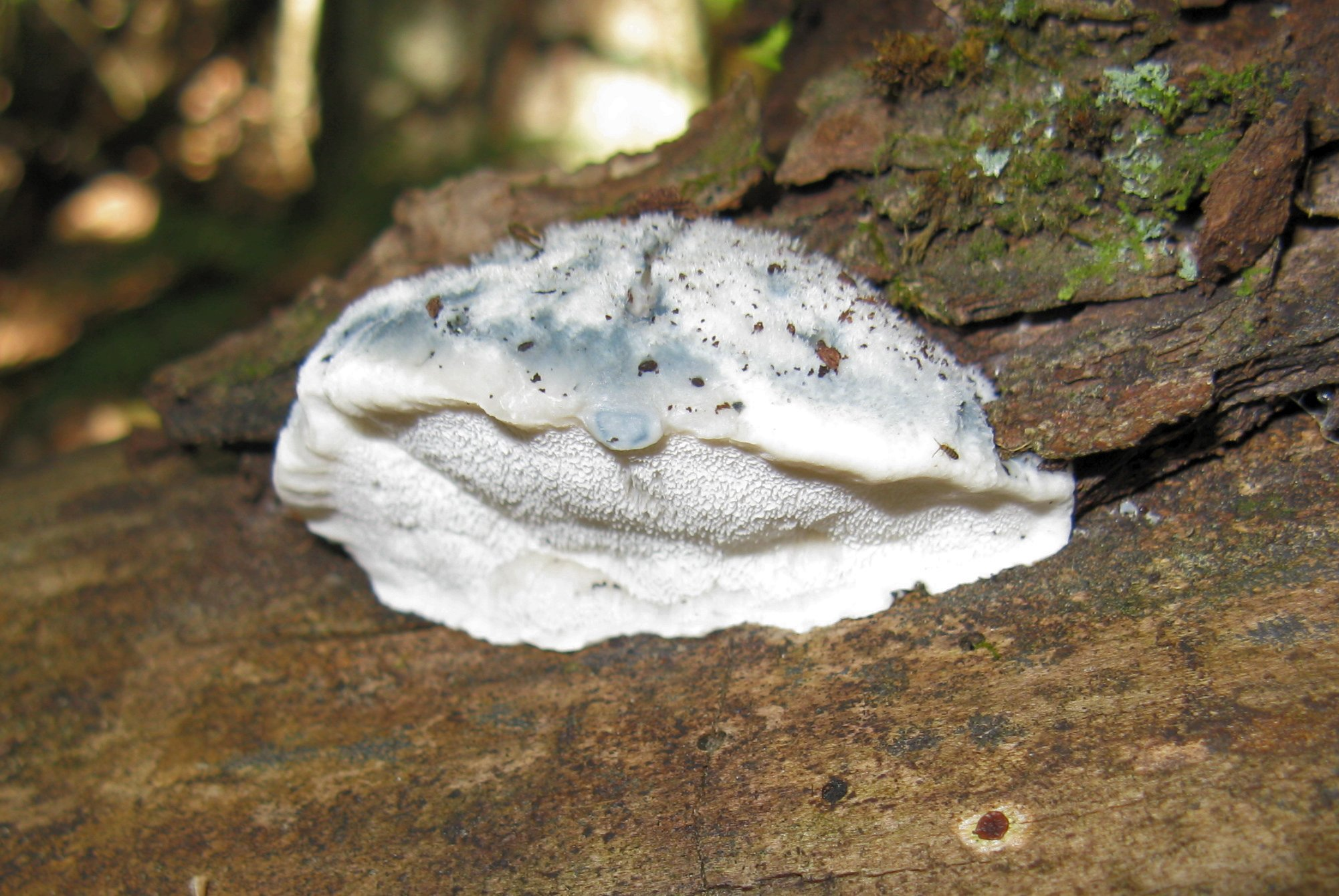
Onderzijde